# Felfalusi József
Felfalusi József (?, 1660. v. 1661. – Marosvásárhely, 1715) református lelkész, tanár.

## Élete
1686 előtt a Bethlen Miklósnak Mihály fia mellett volt nevelő. 1686-tól külföldi egyetemeken tanult (Franeker, Leiden, Odera-Frankfurt); hazajövetele után folytatta a nevelőséget. 1691. június 14-én a marosvásárhelyi református kollégium rektori hivatalába iktatták be; 1692. március 6-án ugyanott a református egyház megválasztotta papjának. 1711-ben a marosszéki egyházmegye esperesévé választották, 1713-ban a főkonzisztórium tagja lett.
Neje volt Tofaeus Zsófia, a Szakácskönyv írója, Tofaeus Mihály erdélyi református püspök leánya.

## Munkái
- Disputatio philosophica de innata Dei idea, Franequerae, 1689.
- Latin üdvözlőverset írt Diósi Andráshoz és 1702-ben Dálnoki Benkő Mártonhoz.